# Dietmar Schumann
Dietmar Schumann (* 17. März 1951 in Wengelsdorf, Sachsen-Anhalt) ist ein deutscher Journalist und Auslandskorrespondent.

## Leben
Nach dem Abitur 1969 am Weißenfelser Goethe-Gymnasium absolvierte er ein Volontariat beim DFF Berlin. Von 1970 bis 1974 studierte Schumann an der Sektion Journalistik der Leipziger Karl-Marx-Universität und in Moskau. Nach dem Studium arbeitete er zunächst als Redakteur im außenpolitischen Magazin des DFF Objektiv und in der Nachrichtensendung Aktuelle Kamera. Von 1977 an ging Schumann als DFF-Auslandskorrespondent nach Moskau. Sieben Jahre später wurde er Leiter des DFF-Studios in Budapest und war zuständig für die Berichterstattung aus Ungarn, Österreich und Jugoslawien. Ab Oktober 1990 arbeitete er als Redakteur und Reporter im ZDF-Magazin Kennzeichen D. Ab August 1998 war er Auslandskorrespondent im ZDF-Studio Moskau. Im Oktober 2003 wechselte Schumann von Moskau nach Tel Aviv und übernahm die Leitung des ZDF-Studios Tel Aviv.
2004 beorderte das ZDF Schumann von seinem Posten als Auslandskorrespondent in Israel zurück, da Aktenfunde darauf hindeuteten, dass er während seiner Korrespondententätigkeit für das DDR-Fernsehen in Ungarn und Moskau unter dem Decknamen „Basket“ als Inoffizieller Mitarbeiter mit Arbeitsakte der Stasi geführt worden sei. Schumann bestritt, für die Stasi gearbeitet zu haben. Seitdem arbeitete Schumann als Autor für außenpolitische Reportagen im ZDF.
Viele Jahre war er Berichterstatter aus Krisengebieten. Er war während des Bürgerkriegs in Tschetschenien; als es 2001 um den Sturz der Taliban ging, fuhr er als einer der ersten Fernsehreporter in den Norden Afghanistans und nach Kabul. 2008 war er während des Südossetien-Krieges in Georgien im Einsatz. Außerdem war er 2010 während der Überschwemmungskatastrophe in Pakistan, nach der Nuklearkatastrophe von Fukushima 2011 in Japan sowie im gleichen Jahr beim Sturz des Gaddafi-Regimes in Libyen.
In den letzten Jahren entstanden u. a. Dokumentationen aus der Arktis (Franz-Josef-Land, Spitzbergen), Russland, den Ostsee-Anrainerstaaten, aus der Karibik und dem Kaukasus. Seit 1. September 2011 gehört Schumann zum Mitarbeiterstab der Redaktion ZDFzeit.

## Kontroverse um Dokumentation „Machtmensch Putin“
Die russischen Staatsmedien Rossija 1 und RT-deutsch warfen Schumann Ende 2015 vor, bei der Dokumentation Machtmensch Putin Manipulationen vorgenommen zu haben. Dem angeblichen Zeugen Jurij Labyskin habe er Geld dafür geboten, damit er im Film einen russischen Armeeangehörigen namens „Igor“ im Donbass spielt. Dadurch sollte belegt werden, dass sich reguläre russische Einheiten in der Ostukraine befänden. Entgegen der Darstellung im Film bezeichnete Labyskin die Geschichte im Nachhinein als frei erfunden. „Im Grunde habe ich einfach gelogen und das erzählt, was er mir vorsagte. Er sagte, nach dem Interview würde ich das Geld bekommen“, behauptete Labyskin mit Bezug auf den Produzenten und Filmemacher Walerij Bobkow, der mit Schumann zusammen an der Dokumentation arbeitete. Das ZDF bezeichnete in einer Gegendarstellung die Vorwürfe als haltlos. Schumann wies den Manipulationsvorwurf „in aller Deutlichkeit zurück“. Die Redaktion habe die Originalaufnahmen und das Interview geprüft und keinen Anlass gehabt, „an der Aussage von Herrn Labyskin“ zu zweifeln, teilte das ZDF mit. Er habe „seine Geschichte überzeugend erzählt“, detailliert auf Fragen geantwortet und nicht den Eindruck vermittelt, „auswendig Gelerntes wiederzugeben“. Sein Verhalten habe sich „erheblich von seinem Auftritt im russischen Fernsehen“ unterschieden.

## Auszeichnungen
- 1977: Hauptpreis beim Internationalen Filmfestival in Bagdad
- 1992: Journalistenpreis der IG Medien
- 1992: Telestar
- 1992: Carl-von-Ossietzky-Medaille
- 2011: Karibischer Journalistenpreis